# Дараї-Калот
Дараї́-Кало́т (тадж. Дараи Калот) — село у складі Хатлонської області Таджикистану. Входить до складу Кахрамонського джамоату району імені Мір Саїда Алії Хамадоні.
Назва означає ущелина Калот.
Населення — 3850 осіб (2010; 3811 в 2009).
Через село проходить автошлях Ґулістон-Маскав.
У селі народився Ісроїл Ібрагімов, воїн-інтернаціоналіст, загинув в Афганістані 1984 року.